# Jaron Lanier

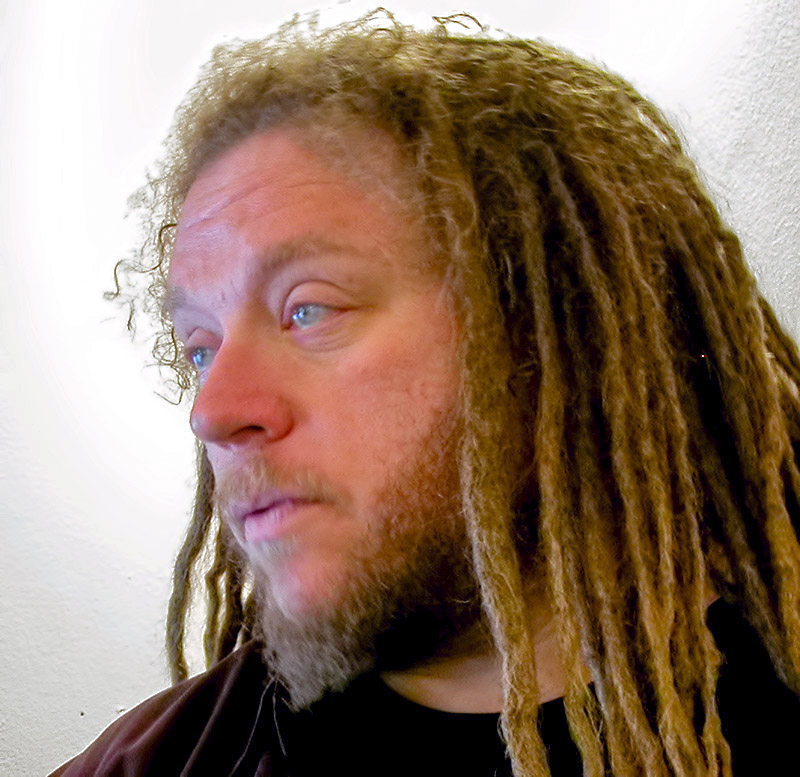
Jaron Lanier (2006)

Jaron Lanier (englisch: ˈdʒɛərɨn lɨˈnɪər; * 3. Mai 1960 in New York) ist ein US-amerikanischer Informatiker, Künstler, Musiker, Komponist, Autor und Unternehmer. Er betrieb von 1984 bis 1990 mit VPL Research ein Unternehmen zur Entwicklung und Vermarktung von Virtual-Reality-Anwendungen. Seine Positionen gegen die Wikipedia und die Open-Source-Bewegung wurden breit in der Öffentlichkeit diskutiert. Im Jahr 2010 war Jaron Lanier unter den Nominierten der TIME 100 list of most influential people. Im Oktober 2014 wurde er mit dem Friedenspreis des Deutschen Buchhandels ausgezeichnet.

## Leben
Jaron Lanier wurde in New York City geboren. Seine jüdischen Eltern stammten aus Wien und der Ukraine. Beide gehörten einem künstlerischen Kreis im Greenwich Village an. Die Mutter Lilly wanderte als 15-Jährige in die USA aus, nachdem sie ein Konzentrationslager überlebt hatte. Der Vater Ellery war Kind ukrainischer Juden, die vor Pogromen fliehen mussten. Er arbeitete in New York als Architekt, Maler, Schriftsteller, Grundschullehrer und Radiomoderator, sie als Pianistin, Malerin und Tänzerin. Das Ehepaar trug den Nachnamen Zepel. Als Jaron auf die Welt kam, änderten sie den Namen in Lanier, um ihr Kind vor antisemitischen Vorurteilen zu schützen. Kurz nach der Geburt verließ die Familie die Ostküste und zog an die Grenze zu Mexiko. Jaron wuchs in Mesilla auf und ging in eine private Grundschule in der mexikanischen Stadt Juárez. Lilly Lanier starb bei einem Verkehrsunfall, als Jaron neun Jahre alt war. Nachdem auch noch ihr Haus abgebrannt war, zog der mittellose Vater mit seinem Sohn aus der Stadt in die Wüste New Mexicos.
Im Alter von 15 Jahren verließ Jaron Lanier ohne Abschluss die High School, zeigte aber genügend Talent, sodass er später zu Mathematikvorlesungen an der New Mexico State University zugelassen wurde.
In den frühen 1980er Jahren arbeitete er im Atari-Forschungslabor, wo er 1983 das musikalische Weltraum-Action-Spiel Moondust und den Datenhandschuh (Data Glove) entwickelte, ein Gerät, das man über die Hand zieht und damit Aktionen im Computer auslöst, etwa virtuelle Gegenstände greift. 1984 gründete er VPL Research, um weitere Anwendungen in dieser Richtung zu entwickeln und zu vermarkten. 1992 verließ er die Firma und begann, professionell Musik zu komponieren und Musikinstrumente zu entwickeln, u. a. spielte er mit einem  Rundbogen. Er trat mit Künstlern wie Philip Glass, Ornette Coleman, Terry Riley und Yoko Ono auf.
Lanier lehrte an mehreren Universitäten Informatik, einschließlich der Columbia University in New York, des Dartmouth College in Hanover in New Hampshire und der Yale University in New Haven in Connecticut. Er leitete das Projekt National Tele-Immersion-Initiative (NTII), das sich mit der Entwicklung von Immersions-Anwendungen befasste. Am 18. Mai 2006 wurde ihm die Ehrendoktorwürde Doctor of Science des New Jersey Institute of Technology in Newark (New Jersey) verliehen.
Seit 2004 ist er Fellow am International Computer Science Institute der University of California, Berkeley (UC Berkeley) in Berkeley in Kalifornien, von 2006 bis 2009 war er zudem Interdisciplinary Scholar-in-Residence am Center for Entrepreneurship and Technology (CET) der UC Berkeley. Seit 2009 ist Lanier partner architect for Microsoft Research.
Lanier lebt mit seiner Frau und seiner Tochter in Berkeley in Kalifornien.

## Philosophisch-technische Ideen
Jaron Lanier galt als Vater des Begriffs Virtuelle Realität, obwohl die Ersterwähnung dem 1982 erschienenen Roman Judas Mandala von Damien Broderick zugeschrieben wird. Die New York Times erwähnt Lanier in dem Zusammenhang erstmals 1989 als Gründer der Firma VPL Research:

„Jaron Lanier sieht die Tage kommen, wenn die neuen [Virtual-Reality-]Systeme weit wichtiger als bloße Computer oder  Fernsehen sind.“

Lanier betreute die National Tele-immersion Initiative, ein kurzzeitiges universitäres Projekt, das Anwendungen für das Internet2 erforschte. Er entwickelte die Idee des Avatars, die virtuelle Kamera fürs Fernsehen und 3D-Grafiken fürs Kino. 1983 stellte er mit Moondust ein innovatives Videospiel vor.
Lanier kritisiert bestimmte Aspekte von Künstlicher Intelligenz und nuancierte Verzweigungen des „Extropianismus“ (Beschleunigung der menschlichen Evolution). In einem Interview 2023 etwa verwarf er Szenarien, in denen die KI intelligent genug geworden ist, um die Kontrolle zu übernehmen, als „Ablenkung“ und skizzierte stattdessen die Bedrohung durch massenhafte maßgeschneiderte Deepfakes, die in Kriegszeiten eingesetzt werden könnten, um eine Gesellschaft zu terrorisieren.
Eine seiner Spekulationen behandelt die von ihm so genannte post-symbolische Kommunikation. Dies erläuterte er am Beispiel der Oktopoden bzw. Kopffüßer (Cephalopoden) im Wissenschaftsmagazin Discover (April 2006) an Tintenfischen oder Kraken. Diese können die Färbung und Textur ihrer Haut in bemerkenswerter Weise verändern und mit ihren acht Fangarmen andere Gestalten imitieren. Lanier sieht in dem Verhalten Ausdruck ihrer Gedanken.
Zudem kritisiert Lanier eine Überbewertung der sogenannten Schwarmintelligenz. Diese tauge zur Vorhersage von Statistiken, Marktpreisen oder Wahlergebnissen, jedoch kaum zur Darstellung von Wissen. Systeme wie Wikipedia, die er als Ausprägung der Schwarmintelligenz sieht, dienten weder der Theorie-Bildung, noch fänden sie Wahrheiten – allenfalls Durchschnittsmeinungen einer anonymen Masse. Darstellung von Wissen erfordere aber persönliche Kompetenz und Verantwortlichkeit.
Das Internet fördert nach Laniers Ansicht den Glauben, dass ein Kollektiv Intelligenz und Ideen hervorbringe, die denen des Individuums überlegen seien. Dieser Glaube führe dazu, dass das Kollektiv als wichtig und real angesehen werde, nicht der einzelne Mensch. 2006 nannte er diesen „digitalen Maoismus“ einen Irrweg; 2015 relativierte er diese provokative Ansicht:

„Ich habe das einmal digitalen Maoismus genannt. Ich möchte die Metapher indes nicht zu stark beanspruchen, weil durch die Kulturrevolution Millionen umkamen, durch die digitale natürlich nicht.
 Aber es gibt eine interessante Gemeinsamkeit. Dieser Wunsch, sich zu identifizieren mit einer Organisation, so dass diese Identifikation ein Emblem von Jugendhaftigkeit und Rebellion wird. Wobei es doch in Wahrheit ein Emblem des Konformismus ist. Diese Verwechslung von Rebellion und Konformismus prägte China zur Kulturrevolution. Und in Deutschland gab es das zu finsteren Zeiten auch.“

Im 2010 erschienenen Buch You Are Not a Gadget erweitert Lanier diese Kritik auf die Open-Source-Bewegung. Diese vermindere die Möglichkeiten für die Mittelschicht, die Erzeugung von Inhalten zu finanzieren.
Im Buch The Fate of Power and the Future of Dignity von 2013 warnt Lanier, dass in den Finanzmärkten „derjenige mit dem größten Computer alle anderen Teilnehmer zu seinem Vorteil analysieren könne und so Kapital und Macht konzentriere“. Das Ergebnis sei eine Bilanzverkürzung der Volkswirtschaft. Er sieht hierin eine Parallele zum Filesharing, das die Wertschöpfung reduziere.
Mit seinem 2013 erschienenen Buch Wem gehört die Zukunft? plädierte er für ein Ende der Umsonst-Mentalität, die letztlich nur den Konzernen nutze, und forderte, dass jeder Nutzer für seine Daten auch Geld bekommen sollte.
Diese Kritik vertiefte er 2018 im Buch Ten Arguments For Deleting Your Social Media Accounts Right Now („Zehn Gründe, warum du deine Social-Media-Accounts sofort löschen musst“), in welchem er insbesondere die Funktionsweise von sozialen Netzwerken kritisierte. Hierzu schuf er den Begriff des Bummer-Verhaltens.
Seine Entwicklung zum Kritiker an der Rolle der Massen in der digitalen Welt sieht Lanier in familiären Erfahrungen angelegt: Familienangehörige seiner Mutter wurden in der Zeit des Nationalsozialismus in einem Konzentrationslager in Österreich ermordet, sie selbst überlebte ihre Haft. Die Familie seines Vaters wurde Opfer von Pogromen in Russland. Beide verbrecherischen Regime führt er auf Massen im Sinne der Pöbelherrschaft zurück; er befürchtet eine „digitale Barbarei“ durch die Aktivität von Massen in der Onlinewelt.
Lanier gehört zu den Unterstützern der Charta der Digitalen Grundrechte der Europäischen Union, die Ende November 2016 veröffentlicht wurde.

## Auszeichnungen

### Verleihung des Friedenspreises des Deutschen Buchhandels
Im Oktober 2014 wurde Lanier mit dem Friedenspreis des Deutschen Buchhandels ausgezeichnet. Die Verleihung fand während der Frankfurter Buchmesse am Sonntag, 12. Oktober 2014, in der Frankfurter Paulskirche statt. Der damalige Präsident des Europäischen Parlaments, Martin Schulz, hielt die Laudatio.
In der Begründung heißt es, Lanier habe die Risiken, die die Digitalisierung für die freie Lebensgestaltung des Menschen berge, erkannt. Sein jüngstes Buch sei ein Appell, „wachsam gegenüber Unfreiheit, Missbrauch und Überwachung zu sein“.
Die Entscheidung der Jury stieß auf ein differenziertes Echo. Positiv wurde anerkannt, dass zum ersten Mal ein Repräsentant des digitalen Zeitalters den Friedenspreis des deutschen Buchhandels erhalte. Dabei wurde hervorgehoben, dass mit Lanier weniger ein Internetpionier als eine „Figur des gefallenen und enttäuschten Internet-Optimisten“ mit dem Preis ausgezeichnet werde. Andere Stimmen nannten Laniers vermeintliche „Wandlung vom Silicon Valley-Saulus zum skeptischen Paulus“ eine „Journalistenfantasie“; der Amerikaner sei „immer Teil der Computerindustrie“ gewesen, auch heute noch.
In seiner  Friedenspreisrede mit dem Titel Der High-Tech-Frieden braucht eine neue Art von Humanismus betonte Jaron Lanier, dass Menschen etwas Besonderes seien, mehr als Maschinen und Algorithmen. „Ohne Menschen sind Computer Raumwärmer, die Muster erzeugen.“ Lanier beendete seine Rede mit dem Appell „Lasst uns die Schöpfung lieben.“

### Weitere Ehrungen
Lanier erhielt 2001 den CMU’s Watson Award und 2009 den Lifetime Career Award des Institute of Electrical and Electronics Engineers (IEEE). Für sein Buch Wem gehört die Zukunft? wurde er 2014 mit dem Goldsmith Book Prize der Harvard University ausgezeichnet.

## Veröffentlichungen

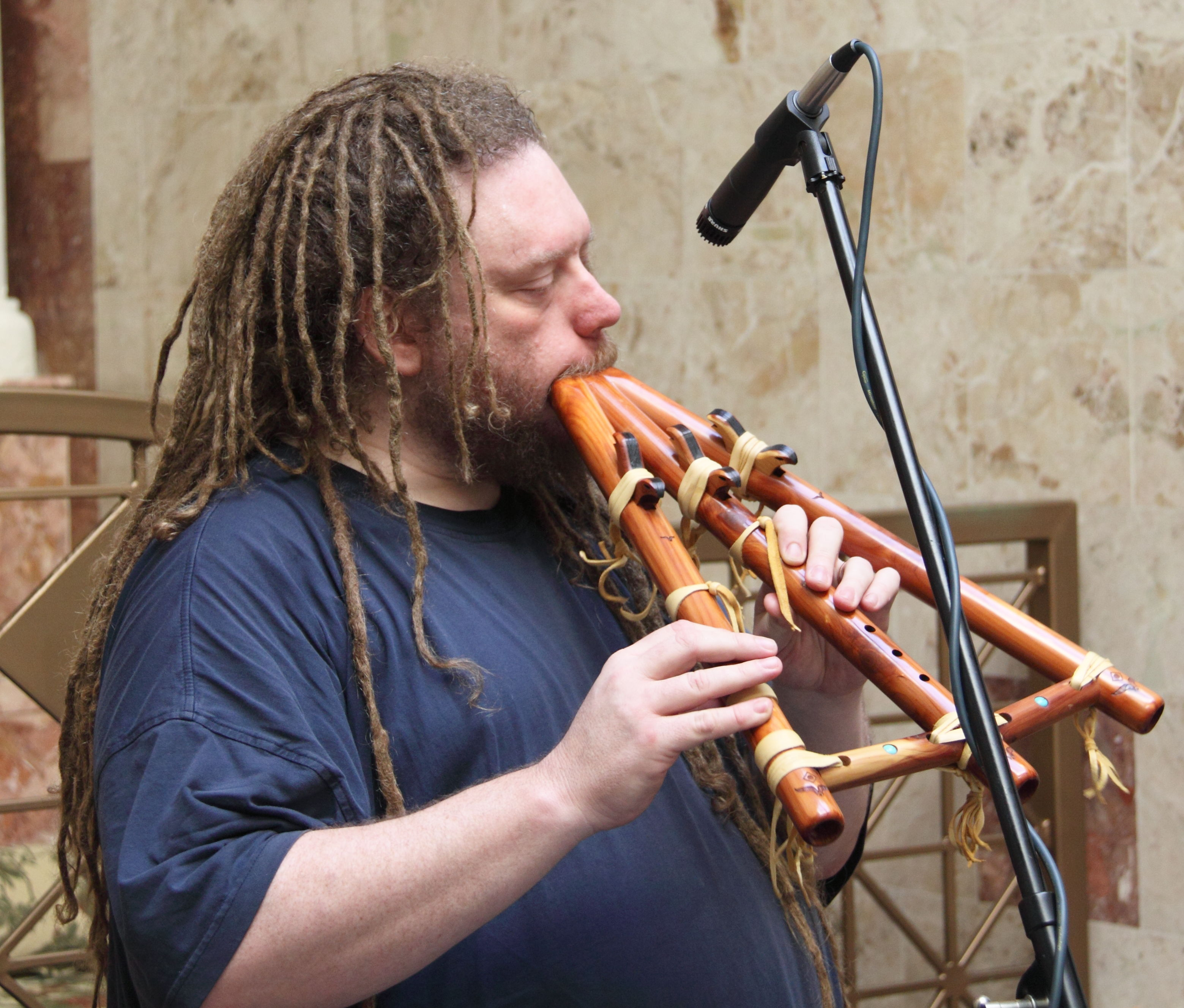
Lanier beim Garden of Memory Solstice Concert, 2009

### Bücher
- Information Is an Alienated Expense. Basic Books, New York NY 2006, ISBN 0-465-03282-6.
- You Are Not a Gadget. A Manifesto. Knopf, New York NY 2010, ISBN 978-0-307-26964-5. – Deutsche Ausgabe: Gadget. Warum die Zukunft uns noch braucht. Aus dem Englischen von Michael Bischoff. Suhrkamp, Berlin 2010, ISBN 978-3-518-42206-9.
- Who owns the future? Simon and Schuster, New York NY 2013, ISBN 978-1-4516-5496-7. – Deutsche Ausgabe: Wem gehört die Zukunft? Du bist nicht der Kunde der Internetkonzerne. Du bist ihr Produkt. Aus dem Amerikanischen von Dagmar Mallett und Heike Schlatterer. Hoffmann und Campe, Hamburg 2014, ISBN 978-3-455-50318-0.
- Wenn Träume erwachsen werden. Ein Blick auf das digitale Zeitalter. Essays und Interviews 1984–2014. Hoffmann und Campe, Hamburg 2015, ISBN 978-3-455-50359-3
- Ten Arguments For Deleting Your Social Media Accounts Right Now. Henry Holt, New York 2018, ISBN 978-1-250-19668-2. – Deutsche Ausgabe: Zehn Gründe, warum du deine Social Media Accounts sofort löschen musst. Aus  dem Englischen von Karsten Petersen und Martin Bayer, Hoffmann und Campe, Hamburg 2018, ISBN 978-3-455-00491-5.
- Dawn of the New Everything: Encounters with Reality and Virtual Reality, Henry Holt, New York 2017, ISBN 978-1-62779-409-1. – Deutsche Ausgabe: Anbruch einer neuen Zeit. Wie Virtual Reality unser Leben und unsere Gesellschaft verändert. Aus dem amerikanischen Englisch von Heike Schlatterer und Sigrid Schmid, Hoffmann und Campe, Hamburg 2018, ISBN 978-3-455-00399-4.

### Video
- Synthetic Pleasures (1995), VHS, englisch

### Klassische Musik
- Instruments of Change
- Symphony for Amelia[22]